# Давыдова, Милитриса Ивановна
Милитри́са Ива́новна Давы́дова (в девичестве — Ермакова) (25 мая 1930, Москва, СССР — 5 января 2018, Пулмен, штат Вашингтон, США). Советский и российский библиограф, библиографовед, поэтесса, доктор педагогических наук (1992) и профессор (1993).

## Биография
Родилась 25 мая 1930 года в Москве в семье врачей. Отец И. Д. Ермаков — литературовед, психиатр, психолог и художник, основатель и первый директор Русского психоаналитического общества, мать — врач. В 1930-х годах её отец был репрессирован и скончался в 1942 году в тюрьме. В 1948 году поступила на библиотечный факультет МГИКа, которая окончила в 1953 году, в том же году поступила на аспирантуру там же и окончила в 1964 году. Будучи выпускницей аспирантуры, в 1956 году устроилась на работу в ГБЛ, где работала в отделе рекомендательной библиографии вплоть до 1980 года, одновременно с этим с 1970 года работала во МГИКе, где вела ряд курсов по библиографоведению вплоть до 2009 года, после чего ушла на пенсию. Также известна как поэтесса — издала ряд поэтических сборников «Остаются стихи…» (1994), «Шехерезада» (1994), а также книга воспоминаний «Чистые пруды — малая родина» (2005).

## Семья
- Муж — Радий Викторович Давыдов (1927—2002), физик.
  - Сын — Дмитрий Радиевич Давыдов (1955), кандидат биологических наук, Лауреат Государственной премии Российской Федерации за 1998 год за работу «Микросомальное окисление и метаболизм лекарств: механизмы оксигеназных реакций, катализируемых цитохромом Р450, и их моделирование».
    - Есть внуки и правнуки.

### Последние годы жизни
В последние годы жила с семьёй сына в США — сначала в Сан-Диего, затем в городе Пулмен (штат Вашингтон).
Скончалась 5 января 2018 года в Пулмене.